# Madeline Miller
Madeline Miller (Boston, 24 de julio de 1978) es una novelista y profesora estadounidense.

## Biografía
Madeline Miller nació el 24 de julio de 1978 en Boston y se crio en Nueva York y Filadelfia (Pensilvania), donde actualmente reside. Estudió en la Universidad de Brown, donde consiguió su licenciatura en Filología Clásica en el 2000 y su maestría en el 2001. También estudió Dramaturgia en la Escuela de Arte Dramático de Yale durante los años 2009 y 2010, centrándose en la adaptación de textos clásicos a formas modernas. Se debe destacar que realizó estudios en el Comité de Pensamiento Social de la Universidad de Chicago, que los ejerció principalmente para conseguir su doctorado. Desde hace diez años, enseña latín, griego y la obra de Shakespeare a estudiantes de bachillerato.

## Trayectoria
Sus novelas se han traducido a más de veinticinco idiomas (holandés, mandarín, japonés, turco, árabe y griego inclusive), y sus ensayos han aparecido en diferentes publicaciones pertenecientes a The Guardian, Wall Street Journal, Washington Post, The Telegraph, Laphm’s Quarterly y NPR.org.
En septiembre del 2011, tras los estudios de preparación, Miller publicó su primera novela: La canción de Aquiles (2011). Tuvo que deshacerse de un manuscrito de la obra que le llevó cinco años realizar y empezar a escribir de nuevo a partir de borradores. Al final, escribir la novela al completo le tomó diez años. Esta novela, que transcurre en Grecia y cuenta la historia entre Aquiles y Patroclo, fue ganadora del 17.º Orange Prize For Fiction y el Gaylactic Spectrum Award, siendo un éxito en ventas según la revista New York Times. Además, Miller fue también preseleccionada para el Stonewall Writer of the Year en el 2012.
Circe fue su segunda novela, publicada el 10 de abril del 2018. Esta novela es una reinvención moderna contada desde la perspectiva de Circe, la hechicera mitológica que aparece en La Odisea de Homero. La obra ganó diferentes premios como el Indies Choice Best Adult Fiction of the Year Award, el Indies Choice Best Audiobook of the Year Award, el Athenaeum Literary Award, el Goodreads Choice Award (Fantasy), el 2018 Elle Big Book Award y el The Kitschies (Red Tentacle), además de ser preseleccionada para el Women’s Prize for Fiction. Fue considerada como el segundo mejor libro de la década del 2010 por Paste, siendo instantáneamente un éxito de ventas. Además, Tutor House clasificó Circe como uno de los mejores libros para estudiantes de Filología Clásica en el 2021. Incluso HBO Max dio luz verde para hacer una adaptación del libro a través de una miniserie de ocho partes, quien contará por Rick Jaffa y Amanda Silver para escribir y producir la adaptación.

## Obras

### Novelas
- La canción de Aquiles (2011). Grecia en la era de los héroes. Patroclo, un príncipe joven y torpe, ha sido exiliado al reino de Ftía, donde vive a la sombra del rey Peleo y de Aquiles, su hijo. Aquiles, el mejor de los griegos, es todo lo que no es Patroclo: fuerte, apuesto, hijo de una diosa. Un día Aquiles toma bajo su protección al lastimoso príncipe y ese vínculo provisional da paso a una sólida amistad mientras ambos se convierten en jóvenes habilidosos en las artes de la guerra. Pero el destino nunca está lejos de los talones de Aquiles. Cuando se extiende la noticia del rapto de Helena de Esparta, se convoca a los hombres de Grecia para asediar la ciudad de Troya. Aquiles, seducido por la promesa de un destino glorioso, se une a la causa, y Patroclo, dividido entre el amor por su compañero y el miedo, lo sigue a la guerra. Poco podía imaginar que los años siguientes iban a poner a prueba todo cuanto habían aprendido y todo cuanto valoraban profundamente.

- Circe (2018). En el palacio de Helios, dios del sol y el más poderoso de los titanes, nace una niña, Circe. Pero Circe es una niña rara: carece de los poderes de su padre y de la agresiva capacidad de seducción de su madre, la oceánide Perseis. Cuando acude al mundo de los mortales en busca de compañía, descubre que sí posee un poder: el de la brujería, con el que puede transformar a sus rivales en monstruos y amenazar a los mismísimos dioses. Temeroso, Zeus la destierra a una isla desierta, donde Circe perfecciona sus oscuras artes, mejora sus habilidades como domadora de bestias salvajes y se va topando con numerosas figuras célebres de la mitología griega: desde el Minotauro de Dédalo y su desventurado hijo Ícaro, la asesina Medea y, por supuesto, el astuto Odiseo. Pero también la acecha el peligro, y Circe concita, sin saberlo, la ira tanto de los humanos como de los dioses, por lo que acaba teniendo que enfrentarse a uno de los olímpicos más imponentes y vengativos, Atenea. Para proteger aquello que ama, Circe deberá hacer acopio de todas sus fuerzas y decidir, de una vez por todas, si pertenece al mundo en el que ha nacido o al mundo mortal que ha llegado a amar.

- Galatea

### Ficción corta
- El arco de Heracles (2012)
- Galatea (2013). En la Antigua Grecia, el hábil escultor de mármol Pigmalión, ha sido bendecido por una diosa que le ha dado a su obra maestra, la mujer que jamás haya visto la ciudad, el regalo de la vida. Ahora se espera que su esposa, Galatea, sea la personificación de la obediencia y la humildad, pero no pasa mucho tiempo antes de que aprenda a usar su belleza como una forma de manipulación. En un intento desesperado de su marido obsesivo por mantenerla bajo control, está encerrada bajo la supervisión constante de médicos y enfermeras. Pero con su hija Pafos, a la que debe rescatar, está decidida a liberarse, cueste lo que cueste…

### Ensayos y reseñas
- De Circe a Clinton. Un ensayo que escribió para The Guardian que trata sobre brujas y mujeres poderosas.
- La esposa astuta. Un ensayo para The Telegraph sobre el personaje de Penélope, esposa de Odiseo.
- Reseña de La Odisea, traducida por Emily Wilson para The Washington Post.
- Buddy Holly. Un ensayo para la lista de reproducción de The Wall Street Journal sobre cómo llegar a amar la música de Buddy Holly.
- Escribir a seis millas por horas. Un ensayo para el blog de libros de Powell.
- Cinco grandes libros inspirados en los clásicos. Una presentación de diapositivas para The Center for Fiction.
- Glicina y sol. Un ensayo para NPR sobre una de las novelas favoritas de Madeline Miller: The Echanted April.
- Viajando a Troya. Un ensayo que apareció en la serie Traveler’s Tale de The Wall Street Journal sobre la visita a Troya de Madeline Miller.
- Reseña de La dulce niña, de Annabel Lyon para The Guardian.
- Aprender a amar Adaptación. Un ensayo en The Telegraph sobre cómo ella aprendió a disfrutar de las versiones más modernas de los clásicos.
- Homero, mi héroe. Un artículo que escribió para The Guardian sobre Homero como héroe literario.
- Elogio de las adaptaciones literarias. Un artículo para The Center for Fiction que describe algunas de las novelas favoritas de Madeline Miller en la literatura clásica.

## Premios
| Libro                        | Premio                           | Resultado        | Ref.   |
| La canción de Aquiles (2011) | Chautauqua Prize                 | Finalista        | [ 12 ] |
| La canción de Aquiles (2011) | Gaylactic Spectrum Award         | Ganador          | [ 13 ] |
| La canción de Aquiles (2011) | Orange Prize for Fiction         | Ganador          | [ 14 ] |
| La canción de Aquiles (2011) | Stonewall Book Award             | Libro honorífico | [ 15 ] |
| Circe (2018)                 | Athenaeum Literary Award         | Ganador          | [ 16 ] |
| Circe (2018)                 | Goodreads Choice Award (Fantasy) | Ganador          | [ 17 ] |
| Circe (2018)                 | The Kitschies (Red Tentacle)     | Ganador          | [ 18 ] |
| Circe (2018)                 | Mythopoeic Fantasy Award         | Finalista        | [ 19 ] |
| Circe (2018)                 | Women's Prize for Fiction        | Preseleccionado  | [ 19 ] |